# Hashire Hebereke
Hashire Hebereke (はしれへべれけ?)  es un videojuego de carreras de Sunsoft publicado como Super Nintendo en 22 de diciembre de 1994 solo exclusivamente en Japón. Este es el spin-off de la saga de videojuegos Hebereke, y confirman a los personajes que corran.
- Datos: Q20875653